# Tú Trinh
Tú Trinh (sinh năm 1952) là một nữ nghệ sĩ cải lương, nghệ sĩ kịch nói, diễn viên lồng tiếng gạo cội người Việt Nam. Bà được biết đến là một trong những giọng đọc huyền thoại của nền phim ảnh Việt Nam. Bà cũng là nghệ sĩ thủ vai Thúy Liễu thành công nhất trong vở cải lương kinh điển "Chuyện tình Lan và Điệp".

## Tiểu sử và sự nghiệp
Tú Trinh tên khai sinh là Hà Thị Thu Ba, sinh 1952 ở Sài Gòn trong gia đình nghèo, có 9 người con, gốc Quảng Ngãi. Cha của bà là nhạc sĩ cổ nhạc Chín Trích, được xưng tụng trong nhóm "ngũ bá danh cầm" của sân khấu cải lương tại Sài Gòn.
Tú Trinh khởi nghiệp từ cải lương Hồ Quảng khi còn rất trẻ, chuyên được giao phó những vai tỳ nữ trong các vở tuồng cổ của Đoàn đồng ấu Minh Tơ, trong khi những đào kép chính thời đó là Bo Bo Hoàng, Bạch Liên, Thanh Thế, Bạch Lê. Thời gian này, bà học tiểu học ở trường Cầu Kho, đường Trần Hưng Đạo.
Sau đó, bà theo học cải lương tại Trường Quốc gia Âm nhạc và Kịch nghệ, nay là Nhạc viện Thành phố Hồ Chí Minh. Lúc đó, được gia đình động viên, dù chưa đủ tuổi, nhưng bà vẫn xin vào học dự thính. Mãi đến 3 năm sau, bà được thi lên lớp, sau khi đậu hạng nhất với nét diễn xuất rất linh hoạt. Bà theo học tại đây đến hết cao đẳng, nhưng vì gia đình nghèo, nên không thể tiếp tục học.
Tú Trinh bắt đầu lồng tiếng từ năm 14 -15 tuổi, lồng từ trước 1975 cho phim Ấn Độ, Hong Kong, Đài Loan.
Ở lĩnh vực cải lương, Tú Trinh ghi dấu ấn đậm nét qua các vai Thúy Liễu trong Lan và Điệp, vai Dung trong Tô Ánh Nguyệt. Với kịch nói, có thể kể các vở như Cô gái lái xe và chiếc bình cổ, Tình nghệ sĩ, Những thước phim đời, Chuyến tàu hoàng hôn. Bà sớm được mời cộng tác của hầu hết những ban kịch nổi tiếng thời bấy giờ như ban Vũ Đức Duy, Sống, Thẩm Thúy Hằng, Kim Cương.
Bà cũng đã tham gia đóng rất nhiều phim điện ảnh và truyền hình, ví dụ như Anh yêu em, Giỡn mặt tử thần, Gọi tình yêu quay về, Lá sầu riêng, Sắc hoa màu nhớ, Đời vũ nữ, Người đẹp Tây Đô, Vũ khúc con cò, Áo lụa Hà Đông, Trưởng giả kén rể, Lật mặt 4.

## Đời tư
Năm 1979, bà lập gia đình với nhạc sĩ Cao Phi Long, lúc họ cùng cộng tác ở Đoàn kịch nói Kim Cương. Họ có với nhau một con gái tên Khánh Hà, sinh năm 1983. Tuy nhiên, sau đó bà quyết định chia tay vì một số mâu thuẫn không thể giải quyết.

## Giải thưởng
| Năm  | Giải thưởng   | Hạng mục | Tác phẩm đề cử       | Kết quả   | Nguồn |
| ---- | ------------- | -------- | -------------------- | --------- | ----- |
| 1999 | Giải Mai Vàng | Kịch nói | Tôi chờ ông đạo diễn | Đoạt giải | [ 6 ] |